# The Killers/Diskografie
Diese Diskografie ist eine Übersicht über die musikalischen Werke der US-amerikanischen Rockband The Killers. Den Quellenangaben und Schallplattenauszeichnungen zufolge hat sie bisher mehr als 74 Millionen Tonträger verkauft, davon alleine in ihrer Heimat über 39,1 Millionen. Ihre erfolgreichste Veröffentlichung ist die Single Mr. Brightside mit über 20,2 Millionen verkauften Einheiten.

## Alben

### Studioalben
| Jahr | Titel Musiklabel                          | Höchstplatzierung, Gesamtwochen, AuszeichnungChartplatzierungen (Jahr, Titel, Musiklabel, Platzierungen, Wochen, Auszeichnungen, Anmerkungen) | Höchstplatzierung, Gesamtwochen, AuszeichnungChartplatzierungen (Jahr, Titel, Musiklabel, Platzierungen, Wochen, Auszeichnungen, Anmerkungen) | Höchstplatzierung, Gesamtwochen, AuszeichnungChartplatzierungen (Jahr, Titel, Musiklabel, Platzierungen, Wochen, Auszeichnungen, Anmerkungen) | Höchstplatzierung, Gesamtwochen, AuszeichnungChartplatzierungen (Jahr, Titel, Musiklabel, Platzierungen, Wochen, Auszeichnungen, Anmerkungen) | Höchstplatzierung, Gesamtwochen, AuszeichnungChartplatzierungen (Jahr, Titel, Musiklabel, Platzierungen, Wochen, Auszeichnungen, Anmerkungen) | Höchstplatzierung, Gesamtwochen, AuszeichnungChartplatzierungen (Jahr, Titel, Musiklabel, Platzierungen, Wochen, Auszeichnungen, Anmerkungen) | Anmerkungen                                                    |
| Jahr | Titel Musiklabel                          | DE | AT | CH | UK | US | Rock | Anmerkungen                                                    |
| ---- | ----------------------------------------- | --- | --- | --- | --- | --- | --- | -------------------------------------------------------------- |
| 2004 | Hot Fuss Island Def Jam (UMG)             | DE75 Gold · (6 Wo.)DE | AT60 (7 Wo.)AT | CH48 (26 Wo.)CH | UK1 ×8Achtfachplatin · (255 Wo.)UK | US7 ×6Sechsfachplatin · (99 Wo.)US | Rock22 (8 Wo.)Rock | Erstveröffentlichung: 7. Juni 2004 Verkäufe: + 8.990.000       |
| 2006 | Sam’s Town Island Records (UMG)           | DE6 Gold · (19 Wo.)DE | AT5 (15 Wo.)AT | CH9 (8 Wo.)CH | UK1 ×5Fünffachplatin · (126 Wo.)UK | US2 ×2Doppelplatin · (42 Wo.)US | Rock2 (31 Wo.)Rock | Erstveröffentlichung: 29. Juni 2006 Verkäufe: + 5.000.000      |
| 2008 | Day & Age Island Records (UMG)            | DE8 Platin · (30 Wo.)DE | AT9 Gold · (20 Wo.)AT | CH4 Gold · (21 Wo.)CH | UK1 ×4Vierfachplatin · (70 Wo.)UK | US6 Platin · (42 Wo.)US | Rock2 (20 Wo.)Rock | Erstveröffentlichung: 21. November 2008 Verkäufe: + 3.000.000  |
| 2012 | Battle Born Island Records (UMG)          | DE2 (8 Wo.)DE | AT3 (7 Wo.)AT | CH2 (9 Wo.)CH | UK1 Platin · (26 Wo.)UK | US3 (18 Wo.)US | Rock1 (18 Wo.)Rock | Erstveröffentlichung: 14. September 2012 Verkäufe: + 1.000.000 |
| 2017 | Wonderful Wonderful Island Records (UMG)  | DE8 (3 Wo.)DE | AT10 (3 Wo.)AT | CH8 (4 Wo.)CH | UK1 Gold · (21 Wo.)UK | US1 (5 Wo.)US | Rock1 (8 Wo.)Rock | Erstveröffentlichung: 22. September 2017 Verkäufe: + 188.000   |
| 2020 | Imploding the Mirage Island Records (UMG) | DE6 (4 Wo.)DE | AT4 (3 Wo.)AT | CH2 (5 Wo.)CH | UK1 Silber · (10 Wo.)UK | US8 (2 Wo.)US | Rock1 (2 Wo.)Rock | Erstveröffentlichung: 21. August 2020 Verkäufe: + 100.000      |
| 2021 | Pressure Machine Island Records (UMG)     | DE7 (3 Wo.)DE | AT5 (3 Wo.)AT | CH4 (6 Wo.)CH | UK1 (4 Wo.)UK | US9 (2 Wo.)US | Rock1 (2 Wo.)Rock | Erstveröffentlichung: 13. August 2021                          |

grau schraffiert: keine Chartdaten aus diesem Jahr verfügbar

### Livealben
| Jahr | Titel Musiklabel                                     | Höchstplatzierung, Gesamtwochen, AuszeichnungChartplatzierungen (Jahr, Titel, Musiklabel, Platzierungen, Wochen, Auszeichnungen, Anmerkungen) | Höchstplatzierung, Gesamtwochen, AuszeichnungChartplatzierungen (Jahr, Titel, Musiklabel, Platzierungen, Wochen, Auszeichnungen, Anmerkungen) | Höchstplatzierung, Gesamtwochen, AuszeichnungChartplatzierungen (Jahr, Titel, Musiklabel, Platzierungen, Wochen, Auszeichnungen, Anmerkungen) | Höchstplatzierung, Gesamtwochen, AuszeichnungChartplatzierungen (Jahr, Titel, Musiklabel, Platzierungen, Wochen, Auszeichnungen, Anmerkungen) | Höchstplatzierung, Gesamtwochen, AuszeichnungChartplatzierungen (Jahr, Titel, Musiklabel, Platzierungen, Wochen, Auszeichnungen, Anmerkungen) | Höchstplatzierung, Gesamtwochen, AuszeichnungChartplatzierungen (Jahr, Titel, Musiklabel, Platzierungen, Wochen, Auszeichnungen, Anmerkungen) | Anmerkungen                                                                  |
| Jahr | Titel Musiklabel                                     | DE | AT | CH | UK | US | Rock | Anmerkungen                                                                  |
| ---- | ---------------------------------------------------- | --- | --- | --- | --- | --- | --- | ---------------------------------------------------------------------------- |
| 2009 | Live from the Royal Albert Hall Island Records (UMG) | DE60 (3 Wo.)DE | AT*AT | CH*CH | UK*UK | US*US | — | Erstveröffentlichung: 6. November 2009 Verkäufe: + 7.500; * siehe Videoalbum |

### Kompilationen
| Jahr | Titel Musiklabel                             | Höchstplatzierung, Gesamtwochen, AuszeichnungChartplatzierungen (Jahr, Titel, Musiklabel, Platzierungen, Wochen, Auszeichnungen, Anmerkungen) | Höchstplatzierung, Gesamtwochen, AuszeichnungChartplatzierungen (Jahr, Titel, Musiklabel, Platzierungen, Wochen, Auszeichnungen, Anmerkungen) | Höchstplatzierung, Gesamtwochen, AuszeichnungChartplatzierungen (Jahr, Titel, Musiklabel, Platzierungen, Wochen, Auszeichnungen, Anmerkungen) | Höchstplatzierung, Gesamtwochen, AuszeichnungChartplatzierungen (Jahr, Titel, Musiklabel, Platzierungen, Wochen, Auszeichnungen, Anmerkungen) | Höchstplatzierung, Gesamtwochen, AuszeichnungChartplatzierungen (Jahr, Titel, Musiklabel, Platzierungen, Wochen, Auszeichnungen, Anmerkungen) | Höchstplatzierung, Gesamtwochen, AuszeichnungChartplatzierungen (Jahr, Titel, Musiklabel, Platzierungen, Wochen, Auszeichnungen, Anmerkungen) | Anmerkungen                                                 |
| Jahr | Titel Musiklabel                             | DE | AT | CH | UK | US | Rock | Anmerkungen                                                 |
| ---- | -------------------------------------------- | --- | --- | --- | --- | --- | --- | ----------------------------------------------------------- |
| 2007 | Sawdust – The Rarities Island Records (UMG)  | DE53 (1 Wo.)DE | AT35 (7 Wo.)AT | CH33 (2 Wo.)CH | UK7 Platin · (40 Wo.)UK | US12 (17 Wo.)US | Rock3 (9 Wo.)Rock | Erstveröffentlichung: 16. November 2007 Verkäufe: + 605.000 |
| 2013 | Direct Hits 2003 2013 Island Records (UMG)   | DE63 (1 Wo.)DE | AT73 (1 Wo.)AT | CH57 (1 Wo.)CH | UK5 ×3Dreifachplatin · (338 Wo.)UK | US20 (3 Wo.)US | Rock5 (7 Wo.)Rock | Erstveröffentlichung: 8. November 2013 Verkäufe: + 942.500  |
| 2016 | Don’t Waste Your Wishes Island Records (UMG) | — | — | — | — | — | Rock41 (1 Wo.)Rock | Erstveröffentlichung: 18. November 2016                     |
| 2020 | Run for Cover Island Records (UMG)           | — | — | — | — | — | — | Erstveröffentlichung: 3. Juli 2020                          |
| 2023 | Rebel Diamonds Island Records (UMG)          | DE97 (1 Wo.)DE | — | — | UK1 Gold · (66 Wo.)UK | US74 (7 Wo.)US | Rock10 (1 Wo.)Rock | Erstveröffentlichung: 8. Dezember 2023 Verkäufe: + 115.000  |

### EPs
| Jahr | Titel Musiklabel                        | Höchstplatzierung, Gesamtwochen, AuszeichnungChartplatzierungen (Jahr, Titel, Musiklabel, Platzierungen, Wochen, Auszeichnungen, Anmerkungen) | Höchstplatzierung, Gesamtwochen, AuszeichnungChartplatzierungen (Jahr, Titel, Musiklabel, Platzierungen, Wochen, Auszeichnungen, Anmerkungen) | Höchstplatzierung, Gesamtwochen, AuszeichnungChartplatzierungen (Jahr, Titel, Musiklabel, Platzierungen, Wochen, Auszeichnungen, Anmerkungen) | Höchstplatzierung, Gesamtwochen, AuszeichnungChartplatzierungen (Jahr, Titel, Musiklabel, Platzierungen, Wochen, Auszeichnungen, Anmerkungen) | Höchstplatzierung, Gesamtwochen, AuszeichnungChartplatzierungen (Jahr, Titel, Musiklabel, Platzierungen, Wochen, Auszeichnungen, Anmerkungen) | Höchstplatzierung, Gesamtwochen, AuszeichnungChartplatzierungen (Jahr, Titel, Musiklabel, Platzierungen, Wochen, Auszeichnungen, Anmerkungen) | Anmerkungen                             |
| Jahr | Titel Musiklabel                        | DE | AT | CH | UK | US | Rock | Anmerkungen                             |
| ---- | --------------------------------------- | --- | --- | --- | --- | --- | --- | --------------------------------------- |
| 2011 | (Red) Christmas EP Island Records (UMG) | — | — | — | — | US85 (1 Wo.)US | Rock11 (2 Wo.)Rock | Erstveröffentlichung: 30. November 2011 |
| 2018 | Connect Sets Island Records (UMG)       | — | — | — | — | — | — | Erstveröffentlichung: 14. Dezember 2018 |

## Singles
| Jahr | Titel Album                                         | Höchstplatzierung, Gesamtwochen, AuszeichnungChartplatzierungen (Jahr, Titel, Album, Platzierungen, Wochen, Auszeichnungen, Anmerkungen) | Höchstplatzierung, Gesamtwochen, AuszeichnungChartplatzierungen (Jahr, Titel, Album, Platzierungen, Wochen, Auszeichnungen, Anmerkungen) | Höchstplatzierung, Gesamtwochen, AuszeichnungChartplatzierungen (Jahr, Titel, Album, Platzierungen, Wochen, Auszeichnungen, Anmerkungen) | Höchstplatzierung, Gesamtwochen, AuszeichnungChartplatzierungen (Jahr, Titel, Album, Platzierungen, Wochen, Auszeichnungen, Anmerkungen) | Höchstplatzierung, Gesamtwochen, AuszeichnungChartplatzierungen (Jahr, Titel, Album, Platzierungen, Wochen, Auszeichnungen, Anmerkungen) | Höchstplatzierung, Gesamtwochen, AuszeichnungChartplatzierungen (Jahr, Titel, Album, Platzierungen, Wochen, Auszeichnungen, Anmerkungen) | Anmerkungen                                                                                 |
| Jahr | Titel Album                                         | DE | AT | CH | UK | US | Rock | Anmerkungen                                                                                 |
| ---- | --------------------------------------------------- | --- | --- | --- | --- | --- | --- | ------------------------------------------------------------------------------------------- |
| 2003 | Mr. Brightside Hot Fuss                             | DE40 ×3Dreifachplatin · (… Wo.)DE | AT24 (23 Wo.)AT | — | UK10 ×10Zehnfachplatin · (… Wo.)UK | US10 Diamant · (38 Wo.)US | Rock3 (40 Wo.)Rock | Erstveröffentlichung: 29. September 2003 Verkäufe: + 20.220.000                             |
| 2004 | Somebody Told Me Hot Fuss                           | DE— GoldDE | — | CH16 (17 Wo.)CH | UK3 ×3Dreifachplatin · (31 Wo.)UK | US51 ×5Fünffachplatin · (20 Wo.)US | Rock3 (30 Wo.)Rock | Erstveröffentlichung: 15. März 2004 Verkäufe: + 8.195.000                                   |
| 2004 | All These Things That I’ve Done Hot Fuss            | — | — | — | UK18 Platin · (4 Wo.)UK | US74 ×3Dreifachplatin · (14 Wo.)US | Rock10 (20 Wo.)Rock | Erstveröffentlichung: 30. August 2004 Verkäufe: + 4.010.000                                 |
| 2005 | Smile Like You Mean It Hot Fuss                     | — | — | — | UK11 Platin · (9 Wo.)UK | US— PlatinUS | Rock15 (17 Wo.)Rock | Erstveröffentlichung: 2. Mai 2005 Verkäufe: + 1.710.000                                     |
| 2006 | When You Were Young Sam’s Town                      | DE44 (13 Wo.)DE | — | CH56 (8 Wo.)CH | UK2 ×2Doppelplatin · (20 Wo.)UK | US14 ×5Fünffachplatin · (20 Wo.)US | Rock1 (29 Wo.)Rock | Erstveröffentlichung: 18. September 2006 Verkäufe: + 7.287.500                              |
| 2006 | Bones Sam’s Town                                    | DE88 (1 Wo.)DE | — | — | UK15 (9 Wo.)UK | — | Rock21 (9 Wo.)Rock | Erstveröffentlichung: 27. November 2006 Verkäufe: + 285.000                                 |
| 2006 | A Great Big Sled (Red) Christmas EP                 | — | — | — | — | US54 (2 Wo.)US | — | Erstveröffentlichung: 5. Dezember 2006 feat. Toni Halliday                                  |
| 2007 | Read My Mind Sam’s Town                             | DE60 (9 Wo.)DE | AT56 (3 Wo.)AT | — | UK15 Platin · (16 Wo.)UK | US62 Platin · (14 Wo.)US | Rock8 (20 Wo.)Rock | Erstveröffentlichung: 13. Februar 2007 Verkäufe: + 1.780.000                                |
| 2007 | For Reasons Unknown Sam’s Town                      | — | — | — | UK53 Silber · (1 Wo.)UK | — | — | Erstveröffentlichung: 25. Juni 2007 Verkäufe: + 200.000                                     |
| 2007 | Tranquilize Sawdust                                 | — | AT57 (3 Wo.)AT | — | UK13 (7 Wo.)UK | — | — | Erstveröffentlichung: 5. November 2007 feat. Lou Reed                                       |
| 2007 | Don’t Shoot Me Santa (Red) Christmas EP             | — | — | — | UK34 (4 Wo.)UK | — | — | Erstveröffentlichung: 4. Dezember 2007                                                      |
| 2008 | Human Day & Age                                     | DE4 Platin · (42 Wo.)DE | AT6 (34 Wo.)AT | CH7 (37 Wo.)CH | UK3 ×3Dreifachplatin · (55 Wo.)UK | US32 ×2Doppelplatin · (20 Wo.)US | Rock6 (20 Wo.)Rock | Erstveröffentlichung: 22. September 2008 Verkäufe: + 4.682.500                              |
| 2008 | Spaceman Day & Age                                  | DE29 (6 Wo.)DE | AT44 (3 Wo.)AT | CH89 (1 Wo.)CH | UK40 Silber · (8 Wo.)UK | US67 Gold · (1 Wo.)US | Rock8 (20 Wo.)Rock | Erstveröffentlichung: 4. November 2008 Verkäufe: + 810.000                                  |
| 2008 | Joseph, Better You Than Me (Red) Christmas EP       | — | AT64 (2 Wo.)AT | — | UK88 (1 Wo.)UK | — | — | Erstveröffentlichung: 16. Dezember 2008 feat. Elton John & Neil Tennant                     |
| 2009 | The World We Live In Day & Age                      | — | — | — | UK82 (1 Wo.)UK | — | — | Erstveröffentlichung: 18. Mai 2009                                                          |
| 2009 | A Dustland Fairytale Day & Age                      | — | — | — | — | — | Rock36 (4 Wo.)Rock | Erstveröffentlichung: 10. August 2009                                                       |
| 2009 | ¡Happy Birthday Guadalupe! (Red) Christmas EP       | DE98 (1 Wo.)DE | — | — | — | — | — | Erstveröffentlichung: 1. Dezember 2009 feat. The Bronx & Wild Light                         |
| 2010 | Boots (Red) Christmas EP                            | — | — | — | UK53 (2 Wo.)UK | US79 (1 Wo.)US | — | Erstveröffentlichung: 29. November 2010                                                     |
| 2011 | The Cowboys’ Christmas Ball (Red) Christmas EP      | — | — | — | — | — | — | Erstveröffentlichung: 29. November 2011                                                     |
| 2012 | Runaways Battle Born                                | DE44 (5 Wo.)DE | — | — | UK18 Silber · (4 Wo.)UK | US78 Gold · (2 Wo.)US | Rock7 (17 Wo.)Rock | Erstveröffentlichung: 30. August 2012 Verkäufe: + 810.000                                   |
| 2012 | I Feel It in My Bones –                             | — | — | — | UK70 (1 Wo.)UK | — | — | Erstveröffentlichung: 4. Dezember 2012 feat. Ryan Pardey                                    |
| 2013 | Shot at the Night Direct Hits                       | — | — | — | UK23 Silber · (3 Wo.)UK | US— GoldUS | Rock20 (15 Wo.)Rock | Erstveröffentlichung: 16. September 2013 Verkäufe: + 805.000                                |
| 2013 | Just Another Girl Direct Hits                       | — | — | — | UK83 (1 Wo.)UK | — | — | Erstveröffentlichung: 30. November 2013                                                     |
| 2013 | Christmas in L.A. –                                 | — | — | — | UK92 (1 Wo.)UK | — | — | Erstveröffentlichung: 2. Dezember 2013 feat. Dawes                                          |
| 2014 | Joel the Lump of Coal –                             | — | — | — | — | — | — | Erstveröffentlichung: 1. Dezember 2014 feat. Jimmy Kimmel                                   |
| 2015 | Dirt Sledding –                                     | — | — | — | — | — | — | Erstveröffentlichung: 27. November 2015 feat. Ryan Pardey & Richard Dreyfuss                |
| 2016 | Peace of Mind Sam’s Town (10th Anniversary Edition) | — | — | — | — | — | — | Erstveröffentlichung: 7. Oktober 2016                                                       |
| 2017 | The Man Wonderful Wonderful                         | — | — | — | UK63 Gold · (5 Wo.)UK | US— PlatinUS | Rock2 (22 Wo.)Rock | Erstveröffentlichung: 12. Juni 2017 Verkäufe: + 1.640.000                                   |
| 2017 | Run for Cover Wonderful Wonderful                   | — | — | — | UK100 Silber · (1 Wo.)UK | — | Rock5 (21 Wo.)Rock | Erstveröffentlichung: 28. Juli 2017 Verkäufe: + 275.000                                     |
| 2017 | Wonderful Wonderful                                 | — | — | — | — | — | — | Erstveröffentlichung: 25. August 2017                                                       |
| 2017 | Some Kind of Love Wonderful Wonderful               | — | — | — | — | — | — | Erstveröffentlichung: 15. September 2017                                                    |
| 2018 | Tyson vs Douglas Wonderful Wonderful                | — | — | — | — | — | — | Erstveröffentlichung: 6. April 2018                                                         |
| 2019 | Land of the Free –                                  | — | — | — | — | — | — | Erstveröffentlichung: 14. Januar 2019                                                       |
| 2020 | Caution Imploding the Mirage                        | — | — | — | UK95 (1 Wo.)UK | — | Rock3 (20 Wo.)Rock | Erstveröffentlichung: 13. März 2020 Verkäufe: + 35.000                                      |
| 2020 | Fire in Bone Imploding the Mirage                   | — | — | — | — | — | — | Erstveröffentlichung: 24. April 2020                                                        |
| 2020 | My Own Soul’s Warning Imploding the Mirage          | — | — | — | UK84 (1 Wo.)UK | — | Rock19 (10 Wo.)Rock | Erstveröffentlichung: 19. Juni 2020                                                         |
| 2020 | Dying Breed Imploding the Mirage                    | — | — | — | — | — | — | Erstveröffentlichung: 14. August 2020                                                       |
| 2020 | Blowback Imploding the Mirage                       | — | — | — | — | — | Rock41 (1 Wo.)Rock | Erstveröffentlichung: 28. August 2020                                                       |
| 2021 | C’est la vie Imploding the Mirage (Deluxe)          | — | — | — | — | — | — | Erstveröffentlichung: 1. Februar 2021                                                       |
| 2021 | Dustland –                                          | — | — | — | — | — | Rock44 (1 Wo.)Rock | Erstveröffentlichung: 16. Juni 2021 feat. Bruce Springsteen; Original: A Dustland Fairytale |
| 2022 | Boy Rebel Diamonds                                  | — | — | — | — | — | — | Erstveröffentlichung: 5. August 2022                                                        |
| 2023 | Your Side of Town Rebel Diamonds                    | — | — | — | — | — | Rock42 (1 Wo.)Rock | Erstveröffentlichung: 25. August 2023                                                       |

grau schraffiert: keine Chartdaten aus diesem Jahr verfügbar

## Videoalben und Musikvideos

### Videoalben
| Jahr | Titel Musiklabel                                     | Höchstplatzierung, Gesamtwochen, AuszeichnungChartplatzierungen (Jahr, Titel, Musiklabel, Platzierungen, Wochen, Auszeichnungen, Anmerkungen) | Höchstplatzierung, Gesamtwochen, AuszeichnungChartplatzierungen (Jahr, Titel, Musiklabel, Platzierungen, Wochen, Auszeichnungen, Anmerkungen) | Höchstplatzierung, Gesamtwochen, AuszeichnungChartplatzierungen (Jahr, Titel, Musiklabel, Platzierungen, Wochen, Auszeichnungen, Anmerkungen) | Höchstplatzierung, Gesamtwochen, AuszeichnungChartplatzierungen (Jahr, Titel, Musiklabel, Platzierungen, Wochen, Auszeichnungen, Anmerkungen) | Höchstplatzierung, Gesamtwochen, AuszeichnungChartplatzierungen (Jahr, Titel, Musiklabel, Platzierungen, Wochen, Auszeichnungen, Anmerkungen) | Anmerkungen                                                                   |
| Jahr | Titel Musiklabel                                     | DE | AT | CH | UK | US | Anmerkungen                                                                   |
| ---- | ---------------------------------------------------- | --- | --- | --- | --- | --- | ----------------------------------------------------------------------------- |
| 2009 | Live from the Royal Albert Hall Island Records (UMG) | DE*DE | AT4 (2 Wo.)AT | CH2 (2 Wo.)CH | UK2 ×2Doppelplatin · (91 Wo.)UK | US1 Platin · (… Wo.)US | Erstveröffentlichung: 6. November 2009 Verkäufe: + 247.500; * siehe Livealbum |

### Musikvideos
| Jahr | Titel                           | Regie                                                                              |
| ---- | ------------------------------- | ---------------------------------------------------------------------------------- |
| 2003 | Mr. Brightside                  | Brian Palmer, Brad Palmer (UK-Version, 2003) Sophie Muller (US-Version, 2005)      |
| 2004 | Somebody Told Me                | Brett Simon                                                                        |
| 2004 | All These Things That I’ve Done | Kristy Gunn, Alexander Hemming (UK-Version, 2004) Anton Corbijn (US-Version, 2005) |
| 2005 | Smile Like You Mean It          | Chris Hopewell                                                                     |
| 2006 | When You Were Young             | Anthony Mandler                                                                    |
| 2006 | Bones                           | Tim Burton                                                                         |
| 2006 | A Great Big Sled                | Stephen Penta                                                                      |
| 2007 | Read My Mind                    | Diane Martel                                                                       |
| 2007 | For Reasons Unknown             | Diane Martel                                                                       |
| 2007 | Tranquilize                     | Anthony Mandler                                                                    |
| 2007 | Shadowplay                      | Spencer Kaplan, Jonathan Sela                                                      |
| 2007 | Don’t Shoot Me Santa            | Matthew Gray Gubler                                                                |
| 2008 | Human                           | Daniel Drysdale                                                                    |
| 2008 | Joseph, Better You Than Me      | Daniel Drysdale, Tyler Trautman                                                    |
| 2009 | Spaceman                        | Ray Tintori                                                                        |
| 2009 | The World We Live In            | Daniel Drysdale                                                                    |
| 2009 | A Dustland Fairytale            | Anthony Mandler                                                                    |
| 2009 | Goodnight, Travel Well          | David Slade                                                                        |
| 2009 | ¡Happy Birthday Guadalupe!      | Chris Callister                                                                    |
| 2010 | Boots                           | T.C. Christensen, Jared Hess                                                       |
| 2011 | The Cowboys’ Christmas Ball     | Robert Schober                                                                     |
| 2012 | Runaways                        | Warren Fu                                                                          |
| 2012 | I Feel It in My Bones           | Robert Schober                                                                     |
| 2012 | Miss Atomic Bomb                | Giorgio Testi (Tourvideo) Warren Fu (Animationsvideo)                              |
| 2012 | Here with Me                    | Tim Burton                                                                         |
| 2013 | Shot at the Night               | Robert Schober                                                                     |
| 2013 | Just Another Girl               | Warren Fu                                                                          |
| 2013 | Christmas in L.A.               | Kelly Loosli                                                                       |
| 2014 | Joel, the Lump of Coal          | Jonathan Kimmel                                                                    |
| 2015 | Dirt Sledding                   | Matthew Gray Gubler                                                                |
| 2017 | The Man                         | Tim Mattia                                                                         |
| 2017 | Run for Cover                   | Tarik Mikou, Eric Morin                                                            |
| 2019 | Land of the Free                | Spike Lee, Felipe Vara de Rey                                                      |
| 2020 | Caution                         | Sing J. Lee                                                                        |
| 2022 | Boy                             |                                                                                    |
| 2022 | The Getting by II               | Robert Machoian                                                                    |
| 2023 | Your Side of Town               | Tim Mattia                                                                         |

## Boxsets
| Jahr | Titel Musiklabel                | Anmerkungen                         |
| ---- | ------------------------------- | ----------------------------------- |
| 2018 | Career Box Island Records (UMG) | Erstveröffentlichung: 15. Juni 2018 |

## Promoveröffentlichungen
Promo-Singles

| Jahr | Titel Album                                   | Höchstplatzierung, Gesamtwochen, AuszeichnungChartplatzierungen (Jahr, Titel, Album, Platzierungen, Wochen, Auszeichnungen, Anmerkungen) | Höchstplatzierung, Gesamtwochen, AuszeichnungChartplatzierungen (Jahr, Titel, Album, Platzierungen, Wochen, Auszeichnungen, Anmerkungen) | Höchstplatzierung, Gesamtwochen, AuszeichnungChartplatzierungen (Jahr, Titel, Album, Platzierungen, Wochen, Auszeichnungen, Anmerkungen) | Höchstplatzierung, Gesamtwochen, AuszeichnungChartplatzierungen (Jahr, Titel, Album, Platzierungen, Wochen, Auszeichnungen, Anmerkungen) | Höchstplatzierung, Gesamtwochen, AuszeichnungChartplatzierungen (Jahr, Titel, Album, Platzierungen, Wochen, Auszeichnungen, Anmerkungen) | Höchstplatzierung, Gesamtwochen, AuszeichnungChartplatzierungen (Jahr, Titel, Album, Platzierungen, Wochen, Auszeichnungen, Anmerkungen) | Anmerkungen                                                                      |
| Jahr | Titel Album                                   | DE | AT | CH | UK | US | Rock | Anmerkungen                                                                      |
| ---- | --------------------------------------------- | --- | --- | --- | --- | --- | --- | -------------------------------------------------------------------------------- |
| 2004 | Who Let You Go (iTunes Version) –             | — | — | — | — | — | — | Erstveröffentlichung: 2004                                                       |
| 2004 | The Killers Radio Edits Hot Fuss              | — | — | — | — | — | — | Erstveröffentlichung: 2004                                                       |
| 2004 | Glamorous Indie Rock & Roll Hot Fuss          | — | — | — | — | — | — | Erstveröffentlichung: 4. Oktober 2004                                            |
| 2007 | Shadowplay Sawdust                            | — | — | — | — | US68 (1 Wo.)US | Rock19 (20 Wo.)Rock | Erstveröffentlichung: 2007 Verkäufe: + 30.000                                    |
| 2007 | Romeo and Juliet Sawdust                      | — | — | — | UK86 (1 Wo.)UK | — | — | Erstveröffentlichung: 2007                                                       |
| 2007 | A Dustland Fairytale Day & Age                | — | — | — | — | — | — | Erstveröffentlichung: 2007                                                       |
| 2008 | Sweettalk Sawdust                             | — | — | — | — | — | — | Erstveröffentlichung: 2008                                                       |
| 2009 | Hotel California Rhythms del mundo – Classics | — | — | — | — | — | — | Erstveröffentlichung: 2009 Rhythms del Mundo feat. The Killers; Original: Eagles |
| 2012 | Miss Atomic Bomb Battle Born                  | — | — | — | — | — | Rock23 (14 Wo.)Rock | Erstveröffentlichung: 22. Oktober 2012 Verkäufe: + 30.000                        |
| 2012 | I Feel It In My Bones –                       | — | — | — | — | — | — | Erstveröffentlichung: 3. Dezember 2012 feat. Ryan Pardey                         |
| 2013 | Here with Me Battle Born                      | — | — | — | — | — | — | Erstveröffentlichung: 4. Februar 2013 Verkäufe: + 30.000                         |
| 2017 | Rut Wonderful Wonderful                       | — | — | — | — | — | — | Erstveröffentlichung: 9. Dezember 2017                                           |

grau schraffiert: keine Chartdaten aus diesem Jahr verfügbar

## Sonderveröffentlichungen

### Alben
| Jahr | Titel Musiklabel                                     | Anmerkungen                                                   |
| ---- | ---------------------------------------------------- | ------------------------------------------------------------- |
| 2013 | Hot Fuss + Sam’s Town + Sawdust Island Records (UMG) | Erstveröffentlichung: 24. November 2008 Labelveröffentlichung |

| Jahr | Titel Musiklabel                            | Anmerkungen                                                              |
| ---- | ------------------------------------------- | ------------------------------------------------------------------------ |
| 2013 | Hot Fuss + Sam’s Town Universal Music (UMG) | Erstveröffentlichung: 18. Januar 2013 Teil der „2-Original-Albums“-Reihe |

### Lieder
| Jahr | Titel Musiklabel                              | Anmerkungen                                                                               |
| ---- | --------------------------------------------- | ----------------------------------------------------------------------------------------- |
| 2009 | Hotel California Rhythms del mundo – Classics | Erstveröffentlichung: 31. Juli 2009 Rhythms del Mundo feat. The Killers; Original: Eagles |

| Jahr | Titel Album                                                          | Anmerkungen                                                                |
| ---- | -------------------------------------------------------------------- | -------------------------------------------------------------------------- |
| 2020 | Scarlet (The Killers & Jacques Lu Cont Remix) Goats Head Soup (2020) | Erstveröffentlichung: 4. September 2020 Interpretation: The Rolling Stones |

| Jahr | Titel Album                                                                | Anmerkungen                            |
| ---- | -------------------------------------------------------------------------- | -------------------------------------- |
| 2005 | All These Things That I’ve Done (Live) Live 8                              | Erstveröffentlichung: 8. November 2005 |
| 2018 | Mona Lisas and Mad Hatters Revamp: The Songs of Elton John & Bernie Taupin | Erstveröffentlichung: 6. April 2018    |

| Jahr | Titel Soundtrack                                          | Anmerkungen                            |
| ---- | --------------------------------------------------------- | -------------------------------------- |
| 2006 | All These Things That I’ve Done Southland Tales           | Erstveröffentlichung: 2006             |
| 2007 | Move Away Spider-Man 3                                    | Erstveröffentlichung: 1. Mai 2007      |
| 2008 | Shadowplay Control                                        | Erstveröffentlichung: 5. März 2008     |
| 2008 | For Reasons Unknown New York für Anfänger                 | Erstveröffentlichung: 14. Oktober 2008 |
| 2009 | A White Demon Love Song New Moon – Biss zur Mittagsstunde | Erstveröffentlichung: 20. Oktober 2009 |

## Statistik

### Chartauswertung
|                     | DE     | AT    | CH    | UK     | US     | Rock       |
| ------------------- | ------ | ----- | ----- | ------ | ------ | ---------- |
| Nummer-eins-Alben   | DE—DE  | AT—AT | CH—CH | UK8UK  | US1US  | Rock3Rock  |
| Top-10-Alben        | DE6DE  | AT6AT | CH6CH | UK10UK | US7US  | Rock7Rock  |
| Alben in den Charts | DE11DE | AT9AT | CH9CH | UK10UK | US11US | Rock10Rock |

|                       | DE    | AT    | CH    | UK     | US     | Rock       |
| --------------------- | ----- | ----- | ----- | ------ | ------ | ---------- |
| Nummer-eins-Singles   | DE—DE | AT—AT | CH—CH | UK—UK  | US—US  | Rock1Rock  |
| Top-10-Singles        | DE1DE | AT1AT | CH1CH | UK4UK  | US1US  | Rock11Rock |
| Singles in den Charts | DE8DE | AT6AT | CH4CH | UK25UK | US11US | Rock19Rock |

|                          | DE    | AT    | CH    | UK    | US    |
| ------------------------ | ----- | ----- | ----- | ----- | ----- |
| Nummer-eins-Videoalben   | DE—DE | AT—AT | CH—CH | UK—UK | US1US |
| Top-10-Videoalben        | DE—DE | AT1AT | CH1CH | UK1UK | US1US |
| Videoalben in den Charts | DE1DE | AT1AT | CH1CH | UK1UK | US1US |

### Auszeichnungen für Musikverkäufe
Die Lieder Jenny Was a Friend of Mine und This River Is Wild erschienen weder als Singles, noch konnten sie sich in den Charts platzieren, dennoch erhielten sie Schallplattenauszeichnungen für 740.000 beziehungsweise 250.000 verkaufte Einheiten.

| Land/RegionAuszeichnungen für Musikverkäufe (Land/Region, Auszeichnungen, Verkäufe, Quellen) | Silber     | Gold       | Platin         | Diamant     | Verkäufe    | Quellen                                                     |
| -------------------------------------------------------------------------------------------- | ---------- | ---------- | -------------- | ----------- | ----------- | ----------------------------------------------------------- |
| Argentinien (CAPIF)                                                                          | —          | 2× Gold2   | Platin1        | —           | 48.000      | capif.org.ar                                                |
| Australien (ARIA)                                                                            | —          | 8× Gold8   | 60× Platin60   | —           | 4.425.000   | aria.com.au                                                 |
| Belgien (BRMA)                                                                               | —          | 2× Gold2   | —              | —           | 50.000      | ultratop.be                                                 |
| Brasilien (PMB)                                                                              | —          | 7× Gold7   | 4× Platin4     | 3× Diamant3 | 1.190.000   | pro-musicabr.org.br                                         |
| Dänemark (IFPI)                                                                              | —          | 4× Gold4   | 3× Platin3     | —           | 142.500     | ifpi.dk                                                     |
| Deutschland (BVMI)                                                                           | —          | 3× Gold3   | 5× Platin5     | —           | 1.850.000   | musikindustrie.de                                           |
| Europa (IFPI)                                                                                | —          | —          | 3× Platin3     | —           | (3.000.000) | ifpi.org (Memento vom 15. Oktober 2013 im Internet Archive) |
| Frankreich (SNEP)                                                                            | —          | Gold1      | —              | —           | 100.000     | infodisc.fr snepmusique.com                                 |
| Golf-Kooperationsrat (IFPI)                                                                  | —          | Gold1      | —              | —           | 3.000       | ifpi.org                                                    |
| Griechenland (IFPI)                                                                          | —          | Gold1      | —              | —           | 5.000       | Einzelnachweise                                             |
| Irland (IRMA)                                                                                | —          | 2× Gold2   | 9× Platin9     | —           | 150.000     | irishcharts.ie                                              |
| Italien (FIMI)                                                                               | —          | Gold1      | 4× Platin4     | —           | 425.000     | fimi.it                                                     |
| Kanada (MC)                                                                                  | —          | 8× Gold8   | 28× Platin28   | Diamant1    | 3.590.000   | musiccanada.com                                             |
| Mexiko (AMPROFON)                                                                            | —          | 2× Gold2   | —              | —           | 70.000      | amprofon.com.mx                                             |
| Neuseeland (RMNZ)                                                                            | —          | 3× Gold3   | 23× Platin23   | —           | 617.500     | aotearoamusiccharts.co.nz NZ2 NZ3                           |
| Norwegen (IFPI)                                                                              | —          | Gold1      | —              | —           | 15.000      | ifpi.no                                                     |
| Österreich (IFPI)                                                                            | —          | Gold1      | —              | —           | 15.000      | ifpi.at                                                     |
| Russland (NFPF)                                                                              | —          | Gold1      | —              | —           | 10.000      | 2m-online.ru                                                |
| Schweden (IFPI)                                                                              | —          | 2× Gold2   | —              | —           | 30.000      | sverigetopplistan.se                                        |
| Schweiz (IFPI)                                                                               | —          | Gold1      | —              | —           | 15.000      | hitparade.ch                                                |
| Singapur (RIAS)                                                                              | —          | Gold1      | —              | —           | 5.000       | rias.org.sg                                                 |
| Spanien (Promusicae)                                                                         | —          | 2× Gold2   | 4× Platin4     | —           | 270.000     | elportaldemusica.es                                         |
| Vereinigte Staaten (RIAA)                                                                    | —          | 4× Gold4   | 28× Platin28   | Diamant1    | 39.100.000  | riaa.com                                                    |
| Vereinigtes Königreich (BPI)                                                                 | 6× Silber6 | 4× Gold4   | 45× Platin45   | —           | 21.761.000  | bpi.co.uk                                                   |
| Insgesamt                                                                                    | 6× Silber6 | 62× Gold62 | 217× Platin217 | 5× Diamant5 |             |                                                             |